# Gregoriansk sang
Gregoriansk sang er enstemmig liturgisk sang uden harmonier. Sangformen er opkaldt efter pave Gregor den Store som næppe indførte sangformen som den kendes i dag, men lagde både det liturgiske og musikalske grundlag. Gregor var ikke selv komponist, men indsamlede liturgiske melodier fra de forskellige kirker og skabte en mere ensartet sang inden for kirken. Sangformen bruges som en del af liturgien i Den romersk-katolske kirke.
Den gregorianske sang har sit ophav i de jødiske synagoger. Sangene fra synagogen, blandet med traditionelle, folkelige sange udgjorde denne måde at synge på. Sangene blev i begyndelse sunget på græsk, men omkring år 300 blev det mere almindeligt at synge på latin.
Rytmen i gregoriansk sang er lagt an så den følger rytmen i teksten. Den er dermed ikke todelt eller tredelt. 
Sangformen har otte modale skalaer og bruger gentagne toner som melodien udvikler sig omkring, og de musikalske temaet er vævet sammen. I liturgien bliver sangen fortrinsvis fremført af kor.
I 800-tallet udviklede den gregorianske sang sig til at blive tostemmig. Før var det blot enstemmig sang (monofont, også beskrevet som unisont). De to stemmer havde udgangspunkt i to toner med en afstand på fire toner (en kvart). Ofte indledte koret på samme tone, hvorefter man bevægede sig op til en kvartafstand. Mod slutningen gik man gradvist tilbage til samme tone.

## Eksempler
|                                           |                                  |                                     |
| Johannes-hymne - med latinsk sunget tekst | Sekvens fra dødsmessen Dies irae | Pinsesekvensen Veni Sancte Spiritus |